# 2009 VA
2009 VA – mała planetoida z grupy Apolla, odkryta 6 listopada 2009 r. w ramach programu Catalina Sky Survey. Asteroida należy do obiektów NEO. Nie ma ona jeszcze nazwy własnej ani numeru, a jedynie oznaczenie prowizoryczne.

## Orbita
Planetoida obiega Słońce w ciągu 1,7 roku po orbicie, która przecina ekliptykę bardzo blisko orbity Ziemi. Najmniejsza jej odległość od środka Ziemi może wynieść ok. 0,00013 jednostki astronomicznej, czyli zaledwie niecałe 20 tys. km (13 tys. km od powierzchni Ziemi).
W dniu 6 listopada 2009 r. planetoida przeleciała w pobliżu Ziemi i Księżyca, przez co było możliwe jej odkrycie, pomimo rozmiaru szacowanego zaledwie na 7 metrów. Planetoida została odkryta ok. 15 godzin przed największym zbliżeniem do Ziemi.
Najmniejsza odległość od powierzchni Ziemi wyniosła wtedy ok. 14 tys. km. Był to jeden z najbliższych zaobserwowanych przelotów planetoid w pobliżu Ziemi. W wyniku tak bliskiego przelotu w pobliżu Ziemi orbita planetoidy została mocno zmieniona.